# آدم كوكيش
آدم كوكيش (بالإنجليزية: Adam Kokesh) (و. 1982 – م) هو ناشط سياسي أمريكي تحرري، ومذيع بالراديو وكاتب ومرشح للرئاسة الأمريكية من الحزب الليبرتاري لعام 2020، ويعمل بطريقة السياسة ذات القضية الواحدة المتعلقة بـ«حل منظم للحكومة الفيدرالية».
كان كوكيش رقيبًا سابقًا لقوات مشاة البحرية للولايات المتحدة إذ كان يخدم في حرب العراق في 2004. ثم أصبح ناشطًا مناهضًا للحرب لدى عودته من العراق وكان مناصرًا لمجموعة محاربي العراق ضد الحرب. ظهر على الساحة مذيعًا في برنامج حواري على الراديو في عام 2011 عندما رخصت آر تي أمريكا برنامجه آدم فيرساس ذا مان المعروض على التلفاز والراديو وعلى الشبكة، حتى توقف عن العرض بعدها بشهور بسبب شكوى من لجنة الانتخابات الفيدرالية.
أول ما لفت النظر إليه على مستوى محلي هو صورته التي ظهرت في صحائف متنوعة من بينها الصفحة الرئيسة لمجلة لوس أنجلوس تايمز وهو في احتجاج على شهادة ألبرتو غونزاليس أمام الكونغرس بخصوص فصل المحامين في الولايات المتحدة.

## نشأته
وُلد كوكيش في 1 فبراير عام 1982 في سان فرانسيسكو بكاليفورنيا. نشأ في عائلة يهودية متوسطة وكان الأكبر بين خمسة أبناء. انفصل والداه عندما كان في العاشرة من عمره، قال كوكيش إنه لجأ بعد ذلك إلى بانك روك.
والده، تشارليز كوكيش، رجل أعمال وصائد غنائم وذات مرة كان مالك حديقة سانت في للأحصنة.
في سن المراهقة، نما لدى كوكيش اهتمام بالرياضة والعلوم والتكنولوجيا وشجعه والداه على قراءة العديد من الكتب. عندما كان كوكيش في الرابعة عشر، انضم لمخيم ديفيل بوبس للصغار في كامب بندلتون في مقاطعة سان دييغو في كاليفورنيا.
التحق بمدرسة ستيفنسون، وهي مدرسة داخلية في بيبل بيتش، منذ الصف الأول الثانوي حتى طُرد منها بسبب حيازته للكحول.
ثم التحق لاحقًا بمدرسة نايتيف أميريكان الإعدادية في مقاطعة سان ميغويل في نيو ميكسيكو. في أثناء وجوده في المدرسة الثانوية، أنشأ محطة إذاعية للحرم الجامعي.
حصل كوكيش على درجة الباكلوريوس في علم النفس من كلية كلارمونت مكينا. كان رئيس النادي الليبرتاري في الجامعة. ثم سجل اسمه في الدراسات العليا في مجال الإدارة السياسية في جامعة جورج واشنطن.

### الخدمة العسكرية
يقول كوكيش إن جده ألهمه أن يلتحق بالقوات الاحتياطية لمشاة بحرية الولايات المتحدة وهو في عمر السابعة عشر، حين كان ما يزال طالبًا بالمدرسة الثانوية.
عقب تخرجه من المدرسة الثانوية، تطوع كوكيش للذهاب إلى الفلوجة بالعراق مع مجموعة الشؤون المدنية الثالثة. في أثناء دورته في العراق من فبراير إلى سبتمبر عام 2004، حصل على ميدالية الثناء البحرية وشريط النشاط الحربي وترقى إلى رتبة رقيب. خدم في المدارس والجوامع وراقب الغارات على البيوت ويقول إنه ضُرب بعبوات ناسفة في بعض القوافل.
بعد إتمام دورته الأولى، اتضحت له حقيقة الحرب. وتعلم كوكيش اللغة العربية في فترة خدمته بالعراق.
بعدما خرج كوكيش مُكرمًا في سبتمبر، ظل عضوًا لقوات الاحتياط الفردية. كان من المقرر أن يعود إلى العراق لدورة ثانية، لكن خُفضت درجته إلى عريف وطُرد من القوات البحرية بعد ارتدائه للزي العسكري في مظاهرة مناهضة للحرب.

## النشاط
في فبراير 2007، أصبح عضوًا فعالًا في محاربي العراق ضد الحرب. في 19 مارس، للإشارة إلى الذكرى الرابعة لغزو العراق في 2003، اشترك كوكيش و 12 آخرين من مجموعة محاربي العراق ضد الحرب في دورية ساخرة تشبه دورية الاحتلال في واشنطن العاصمة.
في أبريل 2007، اعتُقل كوكيش ومجموعة من الناشطين الآخرين بعد الاحتجاج على حرب العراق في مبنى مكتب سينات هارت. أدى كوكيش مراسم احتفالية للأعضاء الذين توقفوا عن الخدمة باستخدام علم أمريكي.

## روابط خارجية
- آدم كوكيش على موقع IMDb (الإنجليزية)